# Tektonisch kapiteel
Het tektonisch kapiteel is een type kapiteel dat abstract geometrisch gestileerd is. Het zijn kapitelen met een eenvoudige geometrische vorm die rijk beschilderd kan zijn. Het type kenmerkt zich door zijn rechthoekige bovendeel dat een aansluiting vormt op de hoekige sectie erboven en een meer ronde aansluiting aan de onderzijde die aansluit op de schacht van de zuil. De meest eenvoudige kapiteelvorm is het kapiteel dat niet van versiering is voorzien op de hoofdvorm na. 
Vormen van het tektonisch kapiteel zijn onder andere:
- Teerlingkapiteel
- Trapeziumkapiteel
- Korfkapiteel